# Тулеуханов, Султан Тулеуханович
Султан Тулеуханович Тулеуханов (род. 27 мая 1951 года) — специалист в области прикладной биофизики, хронобиологии и экологической биофизики и физиологии, ученый, Доктор биологических наук, Профессор, Академик Международной академии информатизации, Академик Высшей школы Национальной академии наук Республики Казахстан, член-корреспондент Российской академии естественных наукпервый аспирант кафедры биофизики КазНУ им. Аль-Фараби

## Биография
Родился 27 мая 1951 года в с. Октябрь Алматинской области. С 1968 по 1973 год учился на биологическом факультете Казахского государственного университета. 1981 году защитил кандидатскую диссертацию на тему «О суточной динамике оптических и электрических свойств биологически активных точек кожи человека и животных» по специальности 03.00.13 - физиология человека и животных. В 1997 году защитил докторскую диссертацию по теме: «Хронофизиология биоактивных точек человека и животных» по специальности - физиология человека и животных (03.00.13.)

## Трудовая деятельность
• 1973-1975 - стажер-исследователь кафедры биофизики КазГУ им. С.М. Кирова
• 1975-1978 - аспирант кафедры биофизики КазГУ им. С.М. Кирова
• 1978-1981 - младший научный сотрудник УНПО «Биофизика» КазГУ им. С.М. Кирова
• 1981- 1982 - старший научный сотрудник УНПО «Биофизика» КазГУ им. С.М. Кирова
• 1982- 1986 - старший преподаватель кафедры биофизики и биохимии КазГУ им. С.М. Кирова
• 1986-1998 - доцент кафедры биофизики и методики преподавания биологии КазНУ им. Аль-Фараби
• 1989-1991 - заместитель декана по учебной работе биологического факультета КазНУ им. Аль-Фараби
• 1991-1993 - проректор по студенческим вопросам КазНУ им. Аль-Фараби
• 1993-2000  - директор первого научно-исследовательского института биологического факультета «Проблем биологии и
биотехнологии» при  КазНУ им. Аль-Фараби
• 1999- 2011 - заведующий кафедрой физиологии человека и животных и биофизики биологического факультета КазНУ им. Аль-Фараби
• С 2011 и по наст. время -  заведующийи профессор кафедрой биофизики и биомедицины факультета биологии и биотехнологии КазНУ им. Аль-Фараби

## Научная деятельность
Автор более 600 научных работ в том числе монографии, учебники, учебные пособия, методические разработки, предпатенты и авторские свидетельства. Подготовил 14 кандидатов наук и 7 доктора наук по философии (PhD) и 40 магистров.
• Патенты
1. Способ обнаружения биологически активных точек (БАТ) кожи: а. с. 784864 СССР: МПК А 61 Н 39/02 / В. М. Инюшин,
Г. Д. Чернов (СССР); заявитель КазГУ им. С.М. Кирова. - №2719352/13; заявл. 20.11.78; опубл. 7.12.80, Бюл. № 45. - 3 с.: ил.1998
2. Способ оценки функционального состояния млекопитающего: предпат. 6009 РК: МПК6А 61В 5/00; заявитель и патентообладатель Тулеуханов С. № 940938.1; заявл. 30.09.94;опубл. 15.04.98, Бюл. № 3.
3. Способ оценки функционального состояния млекопитающего по структурным параметрам биологических ритмов: предпат. 6010 РК: МПК6А 61В 5/00; заявитель и патентообладатель Тулеуханов С. № 940966.1; заявл. 14.10.94; опубл. 15.04.98, Бюл. № 3.
4. Способ Тулеуханова оценки функционального состояния млекопитающего по структурным параметрам биологических
ритмов: предпат. 6011 РК: МПК6А 61В 5/00; заявитель и патентообладатель Тулеуханов С. № 940968.1; заявл. 14.10.94;
опубл. 15.04.98, Бюл. № 3. 2008
5. Иммуностимулирующее средство: предпат. 19102 РК: МПК8 С 07 D 211/66, А 61 К 31/445 / Пралиев К. Д., Ю В. К.,
Фомичева Е. Е., Бактыбаева Л. К., Свамбаев Е. А.; заявитель и патентообладатель РГП на ПХВ «Центр химико-технологических исследований МОН РК. - № 2006/1025.1; заявл.15.09.2006; опубл. 15.02.08, Бюл. № 2.
6. Иммуностимулирующее средство: предпат. 19281 РК: МПК8 С07С 211/48, А 61 N 43/40 / Пралиев К. Д„ Ю В. К.,
Фомичева Е. Е., Бактыбаева Л.К., Свамбаев Е. А.; заявитель и патентообладатель РГП на ПХВ «Центр химикотехнологических исследований МОН РК; № 2006/1026Л; заявл. 15.09.2006; опубл. 15.04.08, Бюл. № 4.
7. Способ оценки функционального состояния регуляторных систем и энергетического уровня организма человека:
инновац. пат. 20471 РК: МПК8 А 61 В 5/0452, А 61В 5/0205/ Спиридонов В. И., Инюшин В. М.; заявитель и патентообладатель РГП на ПХВ КазНУ им. аль-Фараби. №2007/0761.1; заявл. 05.06.07; опубл. 15.12.08, Бюл. № 12.

## Награды и звания
1. Доктор биологических наук (1997)
2. Профессор (1999)
3. Академик Международной академии информатизации (2000)
4. Медаль «10 лет Конституции Республики Казахстан» (2005)
5. Обладатель Государственной стипендии за выдающийся вклад в развитие науки и техники(2008-2009, 2010-2011, 2012 -2014)
6. «Лучший преподаватель вуза РК»  2008 года
7. Почетная грамота Республики Казахстан (2009)
8. Медаль имени А. Байтурсынова (2009)
9. Юбилейная медаль «75 лет КазНУ им. Аль-Фараби» (2009)
10. «Заслуженный деятель науки и образования» РАЕ (РФ 2015)
11. Орден «Labore et scientia - Трудом и знанием» РАЕ (РФ, 2015)
12. Почетное звание «Основатель хронобиологической научной школы» РАЕ (РФ 2016)